# Pacific Rugby Cup 2009
El Pacific Rugby Cup del 2009 fue la cuarta edición del torneo de rugby en el que la disputaron 6 equipos.
En esta edición el torneo se disputó con franquicias establecidas en Fiyi, Samoa y Tonga.
El campeón de la competencia fueron los fiyianos Fiji Warriors.

## Equipos participantes
- Savaii Samoa
- Upolu Samoa
- Fiji Warriors
- Fiji Barbarians
- Tau'uta Reds
- Tautahi Gold

## Clasificación
| Pos. | Equipo          | Encuentros | Encuentros | Encuentros | Encuentros | Tantos  | Tantos    | Tantos     | Puntos Bonus | Puntos Totales |
| Pos. | Equipo          | jugados    | ganados    | empatados  | perdidos   | a favor | en contra | diferencia | Puntos Bonus | Puntos Totales |
| ---- | --------------- | ---------- | ---------- | ---------- | ---------- | ------- | --------- | ---------- | ------------ | -------------- |
| 1    | Upolu Samoa     | 5          | 4          | 0          | 1          | 114     | 84        | +30        | 1            | 17             |
| 2    | Fiji Warriors   | 5          | 3          | 0          | 2          | 168     | 89        | +79        | 5            | 17             |
| 3    | Savaii Samoa    | 5          | 3          | 0          | 2          | 103     | 91        | +12        | 3            | 15             |
| 4    | Tautahi Gold    | 5          | 3          | 0          | 2          | 110     | 78        | +32        | 3            | 15             |
| 5    | Tau'uta Reds    | 5          | 1          | 0          | 4          | 62      | 113       | -51        | 2            | 6              |
| 6    | Fiji Barbarians | 5          | 1          | 0          | 4          | 74      | 191       | -117       | 1            | 5              |

Nota: Se otorgan 4 puntos al equipo que gane un partido y 2 al que empate
Puntos Bonus: 1 punto por convertir 4 tries o más en un partido y 1 al equipo que pierda por no más de 7 tantos de diferencia
|  | Finalista |

### Final
| 30 de mayo | Upolu Samoa | 3 - 11 | Fiji Warriors | Apia Park, Apia |  |

| Bandera de Fiyi       |
| Campeón Fiji Warriors |
| Primer título         |